# Dicrurus montanus
Il drongo di Celebes o drongo di Sulawesi (Dicrurus montanus (Riley, 1919)) è un uccello passeriforme appartenente alla famiglia Dicruridae.

## Etimologia
Il nome scientifico della specie, montanus, rappresenta un chiaro riferimento all'areale di questi uccelli.

## Descrizione

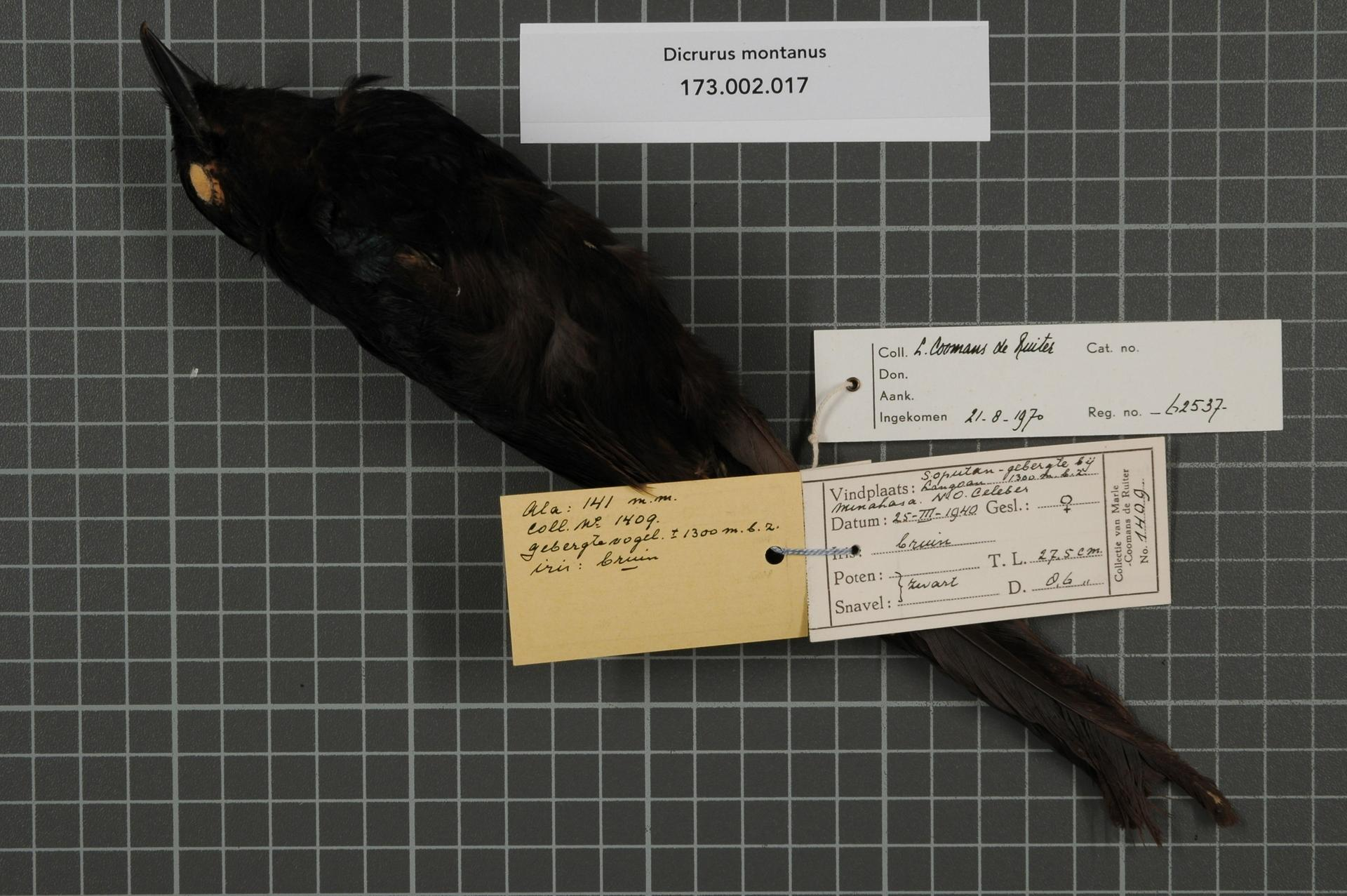
Veduta laterale di esemplare impagliato.

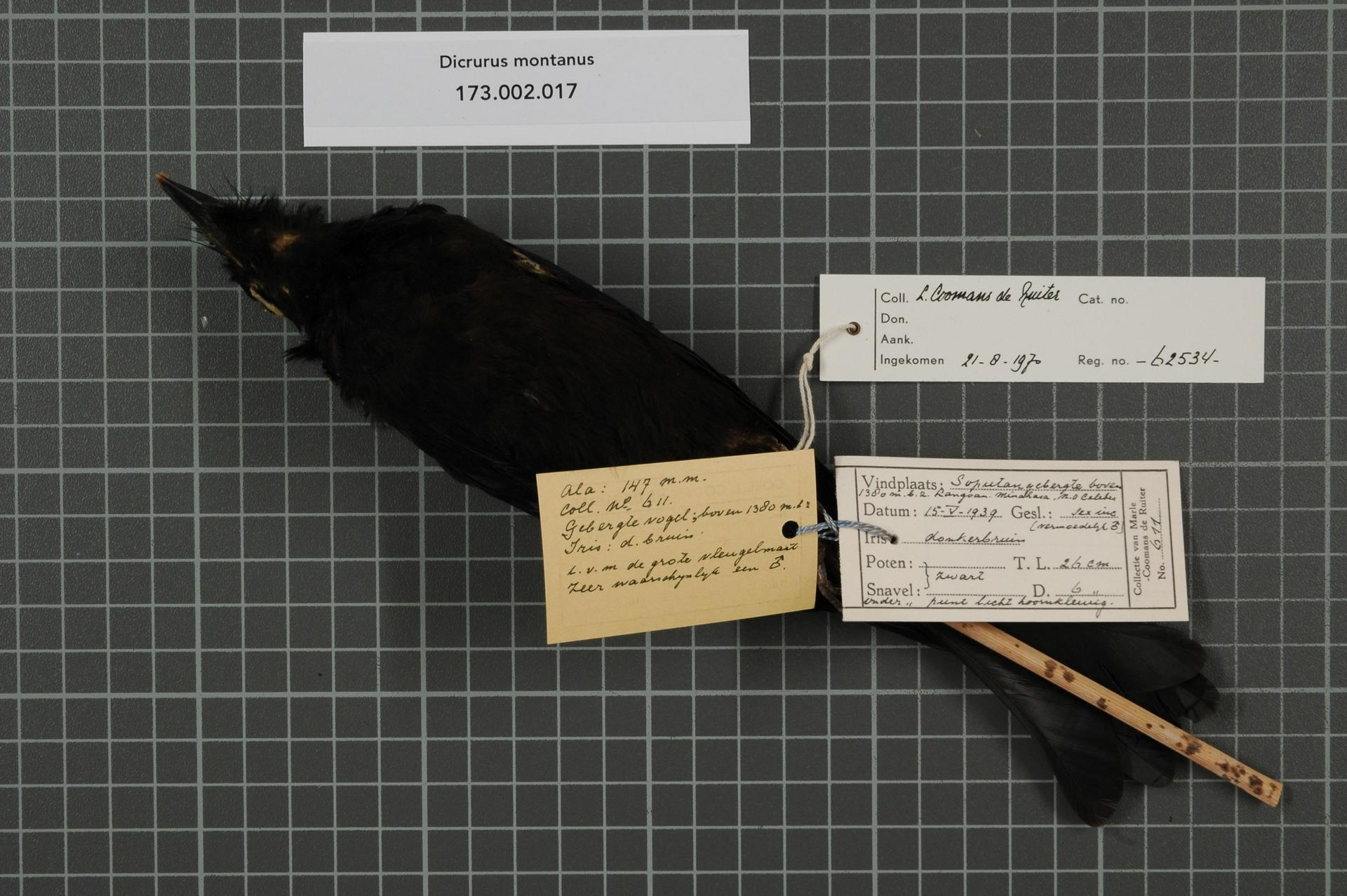
Veduta ventrale di esemplare impagliato.

### Dimensioni
Misura 25 cm di lunghezza, per 38 g di peso.

### Aspetto
Si tratta di uccelli dall'aspetto robusto e slanciato, muniti di grossa testa di forma arrotondata e allungata, becco conico e robusto dalla punta adunca, zampe corte, lunghe ali digitate e lunga coda dall'estremità allargata e biforcuta, con le due punte arrotondate e rivolte verso l'esterno.
Il piumaggio si presenta interamente di colore nero-bluastro, con presenza di riflessi metallici di colore purpureo su nuca, dorso, ali, petto e codione, le quali divengono ben evidenti quando l'animale si trova nella luce diretta: le remiganti e la coda, così come la faccia, appaiono più opache rispetto al resto del piumaggio.

Non esiste dimorfismo sessuale apprezzabile: le femmine tendono a presentare colorazione meno brillante e coda lievemente più corta rispetto ai maschi, tuttavia si tratta di caratteristiche soggettive e non sempre facilmente individuabili.
Il becco e le zampe sono di colore nerastro: gli occhi sono invece di colore bruno scuro.

## Biologia
Il drongo di Celebes è un uccello dalle abitudini di vita diurne, che vive da solo o in coppie, occupando un territorio che viene tenacemente difeso da eventuali intrusi percepiti come un pericolo.
Questi uccelli passano gran parte della giornata appollaiati su di un posatoio in evidenza, come un ramo sporgente o la cima di un albero, dal quale possono godere di una buona visuale dei dintorni: da qui, essi possono tenere d'occhio la comparsa di eventuali intrusi o predatori (che vengono redarguiti vocalmente, prima di essere attaccati, a prescindere dalle loro dimensioni) oppure di potenziali prede.
I richiami di questa specie di drongo sono ancora poco studiati: essi sembrano consistere in serie di strofe dall'impostazione uguale ma con variazioni su tema, formate dall'alternanza di suoni pigolanti con altri più aspri ed altri ancora più acuti e flautati. Non di rado, i dronghi di Celebes si esibiscono in duetti, vocalizzando in particolar modo all'alba o verso il tramonto.

### Alimentazione
Si tratta di uccelli insettivori, la cui dieta si compone principalmente da grossi insetti e da altri artropodi e invertebrati, nonché dalle loro larve: le prede vengono catturate in volo oppure ghermite al suolo o fra i rami ed il fogliame di alberi e cespugli, portandole eventualmente su di un posatoio elevato per poterle consumare con più calma qualora siano troppo grosse per poter essere consumate in un singolo boccone.

### Riproduzione
Essendo stati questi uccelli a lungo considerati come sottospecie e per tanto non studiati in maniera estensiva, mancano informazioni di sorta riguardo alla loro riproduzione: si ha motivo di credere, tuttavia, che l'evento riproduttivo del drongo di Celebes non differisca in maniera significativa, per modalità e tempistica, da quanto osservabile nelle altre specie di drongo.

## Distribuzione e habitat
Come intuibile dal nome comune, il drongo di Celebes è endemico di Sulawesi, della quale popola le aree montuose centrali e settentrionali: la specie è inoltre presente nelle isole Togian.
L'habitat di questi uccelli (come intuibile dal nome scientifico) è rappresentato dalla foresta pluviale montana, fra i 550 ed i 1800 m di quota.

## Tassonomia
Il drongo di Celebes è stato a lungo classificato come sottospecie del drongo piumato, col nome di D. hottentottus montanus: questi uccelli, tuttavia, vivono in parapatria con la sottospecie leucops di quest'ultimo, senza mostrare alcuna interazione con essa: il drongo di Celebes presenta una certa affinità filetica con la sottospecie atrocoeruleus del drongo picchiettato, dal quale verosimilmente la specie si è evoluta ritirandosi in ambiente montano per evitare la competizione proprio col drongo piumato di recente arrivo.